# NGC 6817-1
NGC 6817-1 (другие обозначения — PGC 63431, MCG 10-28-5, ZWG 303.4) — галактика в созвездии Дракон.
Этот объект входит в число перечисленных в оригинальной редакции «Нового общего каталога».